# Església arxiprestal de Sant Pere i Sant Pau d'Ademús
L'església arxiprestal de Sant Pere i Sant Pau d'Ademús (Racó d'Ademús, País Valencià) va substituir l'antiga parroquial de Sant Pere Intramurs, fundada dins el castell al segle xiii. Eclesiàsticament, aquesta comarca va pertàinyer al Bisbat de Sogorb fins a la dècada de 1960, any en què va ser incorporada a l'Arquebisbat de València.

## Història
Construïda de nova planta des de 1626, any que van ser signades les capitulacions entre la municipalitat d'Ademús i l'arquitecte Pere d'Ambuesa per tal d'erigir la nova parroquial de la plaça del Raval. A la seua construcció no tan sols va intervenir Ambuesa, també d'altres arquitectes que havien treballat amb ell a l'obra jerònima del gran Monestir de Sant Miquel dels Reis a la ciutat de València, fundat pel Duc de Calàbria. Tot i que la nova església de sant Pere i sant Pau fou consagrada el 1644, no va ser acabada fins al final de segle.
La sobria construcció, amb un important basament de carreus per tal de salvar el desnivell de la muntanya, no va patir cap desfeta amb el terratrèmol de l'any 1656, que va tindre lloc a la vila d'Ademús. El sisme si que va enderrocar la vella església parroquial de Sant Pere Intramurs, situada al castell, així com l'antic Fossar de sant Pere i part del mateix castell.

## Descripció
Es tracta del temple barroc de majors dimensions i més coherent de tota la comarca, amb una gran nau central i nou capelles laterals.
De les capelles laterals destaquen les de Sant Josep i la Mare de Déu dels Desemparats, els arcs de les quals estan decorats amb els àngels músics, rodejats d'ornaments barrocs a l'estil de Pérez Castiel.
La nau principal està articulada amb pilastres corínties gegants, alternades amb arcs de mig punt que donen a les capelles laterals. És destacable la capella de la Comunió, antiga capella de Santa Generosa, les relíquies de la qual es custodiaven ací; l'espai es tanca amb una cúpula sobre petxines amb pintures al·lusives a la vida i martiri de la santa, i dels seus miracles a la vila, com ara el conegut miracle del ferrer (el ferrer de la vila que va morir i li van presentar les relíquies de la Santa, i als tres dies va ressuscitar, fet que va tindre lloc l'any 1732)

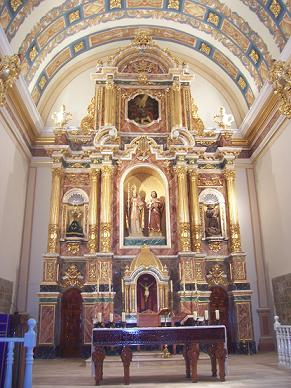
Retaule Major. Església Arxiprestal de Sant Pere i Sant Pau. Ademús

Conserva l'obra del cor i l'orgue, encara que el mecanisme d'aquest últim va ser cremat l'estiu de 1936. També hi ha diverses mostres de ceràmica valenciana, com ara la que hi ha al presbiteri, decorada amb els símbols de sant Pere i sant Pau, i bells motius vegetals.
L'església té dos entrades, una lateral que dona a la populosa plaça del Raval, amb doble escala apilastrada del segle xvii i portada molt senzilla acabada al segle xix. Aquesta entrada és la més utilitzada per la població. D'altra banda, l'accés principal es troba als peus del temple; es tracta d'una portada monumental amb columnes toscanes, i pintures a les veneres del cos superior que recorden les principals devocions de la Vila, com si fos un retaule al carrer: Sant Pere al mig, i Sant Roc i Santa Bàrbara als costats. Aquest accés principal només s'obri completament en ocasions especials.
L'imponent campanar fou coronat al segle xviii, on destaca la petita campana anomenada Santa Maria, feta a mitjans del mateix segle; la resta de campanes, quatre en total i de majors dimensions, van ser introduïdes després de 1939.

## Patrimoni moble
Dels retaules originals no en queda cap, ni tampoc de les imatges originals, tot i que n'hi ha notícies documentals i fotogràfiques, com ara el retaule de Sant Joan Baptista, obra de l'escola del Mestre de Perea, de finals del segle XV Avui, tots els retaules són posteriors a 1936, encara que recreant l'estil barroc dels originals, com ara el Retaule Major, recentment policromat i daurat. Belles mostres del treball de fusta del segle xviii són l'atri principal i l'armariada de la Sagristia Nova.
La Sagristia Nova conserva peces molt interessants, com ara la Mare de Déu de la Llet amb donant (1460), taula renaixentista d'influència flamenca de Bertomeu Baró. Dins de la col·lecció d'orfebrería, molt abundant en el passat, destaquen l'hisop del segle xvi, diversos calzes i especialment la Custodia Grande d'argent daurat, magnífica obra dels obradors valencians de la segona meitat del segle xviii, amb motius escultòrics realitzats per l'imaginer valencià Josep Esteve i Bonet, l'obra del qual va tenir molta acceptació a les parròquies de la comarca del Racó d'Ademús.

## Personalitats destacades
- José Ríos
- Eusebio Cañas
- Vicente Español